# Wikipedia en esloveno
La Wikipedia eslovena ( en esloveno: slovenska Wikipedija ) es la edición en esloveno de la enciclopedia gratuita en línea Wikipedia . Ha estado activo desde el 26 de febrero de 2002. el 15 Agosto En 2010 alcanzó los 100.000 artículos. A marzo de 2024, cuenta con unos 185,000 artículos.
Wikipedia es una fuente de información muy consultada y uno de los sitios web de redes sociales más visitados por los usuarios eslovenos. Sin embargo, las estadísticas oficiales sobre el uso de Internet no distinguen entre las distintas ediciones de Wikipedia, limitándose a analizar únicamente el dominio base wikipedia.org. En la mayoría de los casos, la versión en esloveno apenas recibe una mención pasajera en los informes mediáticos sobre Wikipedia en general. No obstante, como un cuerpo de conocimiento amplio y de acceso libre, la Wikipedia eslovena ha sido utilizada, por ejemplo, para crear corpus de texto con el fin de entrenar software lingüístico y analizar la presencia en línea de autores literarios eslovenos. Además, existen varios proyectos de colaboración exitosos con profesores de la Universidad de Ljubljana, donde los estudiantes contribuyen a crear contenido como parte de su método de enseñanza.
Los wikipedistas activos de Eslovenia también han aparecido en debates sobre Wikipedia (tanto generales como del idioma esloveno) en los medios nacionales.  

## Logros
- 100 artículos - 18 de junio de 2002
- 1.000 artículos - 30 de septiembre de 2003
- 10.000 artículos - 7 de febrero de 2005
- 20.000 artículos - 17 de diciembre de 2005
- 30.000 artículos - 30 de junio de 2006
- 40.000 artículos - 15 de febrero de 2007
- 50.000 artículos - 17 de julio de 2007
- 100.000 artículos - 15 de agosto de 2010
- 150.000 artículos - 31 de marzo de 2016